# Xenohyla
Xenohyla (лат.) — род бесхвостых земноводных из семейства квакш.

## Описание
Представители рода характеризуются крепким телом, широкой плоской головой, короткой мордой, короткими передними конечностями с мускулистыми предплечьями и усеченным телом, если смотреть сверху. Оба вида оранжевые или коричневые с белой полосой, идущей вниз по краям спины.

## Образ жизни
Тесно связаны с бромелиями, в которых прячутся в течение дня и едят насекомых, которые также населяют растение.

## Размножение
Размножаются во временных водоёмах, образованных дождевой водой.

## Распространение
Являются эндемиками прибрежной Бразилии.

## Классификация
На январь 2023 года в род включают 2 вида:
- Xenohyla eugenioi Caramaschi, 1998
- Xenohyla truncata (Izecksohn, 1959) — Ромбоглазая квакша